# Saison 2019-2020 du Stade toulousain
Cette page présente la saison 2019-2020  du Stade toulousain en Top 14 et en Coupe d'Europe.
La saison est interrompue à cause de la pandémie de Covid-19 et du confinement en France. Le championnat ne va pas à son terme tandis que les phases finales de Coupe d'Europe sont disputées au début de la saison suivante. Le Stade toulousain est éliminé en demi-finale sur la pelouse du futur champion, les Exeter Chiefs.

## Transferts

### Jokers
| Nom             | Poste          | Nationalité sportive | Joker de                              | Nature du joker | Dernier club       | Mois d'arrivée | Prolongation |
| --------------- | -------------- | -------------------- | ------------------------------------- | --------------- | ------------------ | -------------- | ------------ |
| Richie Arnold   | Deuxième ligne | Australie            | Rory Arnold                           | Coupe du monde  | Yamaha Júbilo      | Janvier 2019   | Non          |
| Werner Kok      | Ailier, centre | Afrique du Sud       | Kolbe, Médard, Huget, Ramos, Guitoune | Coupe du monde  | Afrique du Sud à 7 | Juillet 2019   | Non          |
| Jacobus Visagie | Talonneur      | Afrique du Sud       | Peato Mauvaka                         | Coupe du monde  | Bulls              | Août 2019      | Non          |
| Takeshi Hino    | Talonneur      | Japon                | Peato Mauvaka                         | Coupe du monde  | Yamaha Júbilo      | Août 2019      | Non          |
| Thomas du Toit  | Pilier         | Afrique du Sud       | Cyril Baille                          | Coupe du monde  | Sharks             | Septembre 2019 | Non          |
| Rémi Hugues     | Pilier         | France               | Thomas du Toit                        | Coupe du monde  | Stade montois      | Septembre 2019 | Non          |

En septembre 2019, Thomas du Toit rejoint le Stade toulousain en qualité de joker Coupe du monde de Cyril Baille. Cependant, quelques jours après avoir signé son contrat, il quitte le club pour rejoindre à son tour son équipe nationale à la Coupe du monde au Japon. Le club recrute alors le français Rémi Hugues en provenance du Stade montois.

## Équipe professionnelle

### Effectif
| Nom                  | Poste                  | Naissance         | Nationalité sportive | Sélections           | Dernier club          | Arrivée au club (année) | Âge d'arrivée au club |
| -------------------- | ---------------------- | ----------------- | -------------------- | -------------------- | --------------------- | ----------------------- | --------------------- |
| Takeshi Hino         | Talonneur              | 20 janvier 1990   | Japon                | 4 (5)                | Yamaha Júbilo         | 2019                    | 29 ans                |
| Guillaume Marchand   | Talonneur              | 5 juin 1998       | France               | France -20           | Formé au club         | 2013                    | 15 ans                |
| Julien Marchand      | Talonneur              | 10 mai 1995       | France               | 2 (0)                | Formé au club         | 2009                    | 14 ans                |
| Peato Mauvaka        | Talonneur              | 10 janvier 1997   | France               | France -20           | Formé au club         | 2012                    | 15 ans                |
| Jacobus Visagie      | Talonneur              | 8 juillet 1992    | Afrique du Sud       | -                    | Blue Bulls            | 2019                    | 27 ans                |
| David Ainu'u         | Pilier                 | 20 novembre 1999  | États-Unis           | 1 (0)                | Formé au club         | 2017                    | 17 ans                |
| Dorian Aldegheri     | Pilier                 | 4 août 1993       | France               | 5 (0)                | Formé au club         | 2007                    | 14 ans                |
| Cyril Baille         | Pilier                 | 15 septembre 1993 | France               | 8 (0)                | Formé au club         | 2009                    | 16 ans                |
| Clément Castets      | Pilier                 | 5 mai 1996        | France               | France -20           | Formé au club         | 2016                    | 20 ans                |
| Thomas du Toit       | Pilier                 | 5 mai 1995        | Afrique du Sud       | 10 (0)               | Sharks                | 2019                    | 24 ans                |
| Maks van Dyk         | Pilier                 | 21 janvier 1992   | Afrique du Sud       | Afrique du Sud -20   | Cheetahs              | 2016                    | 24 ans                |
| Charlie Faumuina     | Pilier                 | 24 décembre 1986  | Nouvelle-Zélande     | 46 (20)              | Blues                 | 2017                    | 30 ans                |
| Rémi Hugues          | Pilier                 | 1er janvier 1986  | France               | -                    | Stade montois         | 2019                    | 33 ans                |
| Rodrigue Neti        | Pilier                 | 28 avril 1995     | France               | France -20           | Formé au club         | 2012                    | 17 ans                |
| Paulo Tafili         | Pilier                 | 15 février 1996   | France               | -                    | Formé au club         | 2014                    | 18 ans                |
| Richie Arnold        | Deuxième ligne         | 1er juillet 1990  | Australie            | -                    | Yamaha Júbilo         | 2019                    | 28 ans                |
| Rory Arnold          | Deuxième ligne         | 1er juillet 1990  | Australie            | 19 (5)               | Brumbies              | 2019                    | 29 ans                |
| Bastien Chalureau    | Deuxième ligne         | 13 février 1992   | France               | France -20           | USON Nevers rugby     | 2019                    | 27 ans                |
| Richie Gray          | Deuxième ligne         | 24 août 1989      | Écosse               | 64 (15)              | Castres olympique     | 2016                    | 26 ans                |
| Iosefa Tekori        | Deuxième ligne         | 17 décembre 1983  | Samoa                | 34 (20)              | Castres olympique     | 2013                    | 29 ans                |
| Florian Verhaeghe    | Deuxième ligne         | 31 mai 1997       | France               | France -20           | Formé au club         | 2014                    | 17 ans                |
| Carl Axtens          | Troisième ligne aile   | 26 août 1991      | Nouvelle-Zélande     | Nouvelle-Zélande -20 | Bay of Plenty         | 2016                    | 24 ans                |
| François Cros        | Troisième ligne aile   | 25 mars 1994      | France               | France -20           | Formé au club         | 2009                    | 15 ans                |
| Rynhardt Elstadt     | Troisième ligne aile   | 20 décembre 1989  | Afrique du Sud       | Afrique du Sud -20   | Stormers              | 2017                    | 27 ans                |
| Jerome Kaino         | Troisième ligne aile   | 6 avril 1983      | Nouvelle-Zélande     | 81 (60)              | Blues                 | 2018                    | 35 ans                |
| Louis-Benoît Madaule | Troisième ligne aile   | 24 septembre 1988 | France               | France -20           | Union Bordeaux Bègles | 2017                    | 28 ans                |
| Antoine Miquel       | Troisième ligne aile   | 20 juin 1994      | France               | -                    | SU Agen               | 2019                    | 25 ans                |
| Alban Placines       | Troisième ligne aile   | 23 avril 1993     | France               | France - 20          | Biarritz olympique    | 2018                    | 25 ans                |
| Gillian Galan        | Troisième ligne centre | 7 août 1991       | France               | France -20           | Formé au club         | 2007                    | 16 ans                |
| Selevasio Tolofua    | Troisième ligne centre | 31 mai 1997       | France               | France -20           | Formé au club         | 2007                    | 10 ans                |
| Sébastien Bézy       | Demi de mêlée          | 22 novembre 1991  | France               | 7 (0)                | Formé au club         | 2006                    | 15 ans                |
| Antoine Dupont       | Demi de mêlée          | 15 novembre 1996  | France               | 5 (0)                | Castres olympique     | 2017                    | 20 ans                |
| Pierre Pagès         | Demi de mêlée          | 16 mai 1990       | France               | -                    | Blagnac rugby         | 2018                    | 28 ans                |
| Zack Holmes          | Demi d'ouverture       | 30 mai 1990       | Australie            | Australie 7          | Stade rochelais       | 2017                    | 26 ans                |
| Romain Ntamack       | Demi d'ouverture       | 1er mai 1999      | France               | 5 (15)               | Formé au club         | 2009                    | 10 ans                |
| Tristan Tedder       | Demi d'ouverture       | 17 avril 1996     | Afrique du Sud       | -                    | Aviron bayonnais      | 2019                    | 23 ans                |
| Pita Ahki            | Centre                 | 24 septembre 1992 | Nouvelle-Zélande     | Nouvelle-Zélande 7   | Connacht              | 2018                    | 25 ans                |
| Théo Belan           | Centre                 | 15 novembre 1992  | France               | -                    | LOU rugby             | 2018                    | 25 ans                |
| Pierre Fouyssac      | Centre                 | 17 mars 1995      | France               | France -20           | SU Agen               | 2018                    | 23 ans                |
| Sofiane Guitoune     | Centre                 | 29 mars 1989      | France               | 5 (15)               | Union Bordeaux Bègles | 2016                    | 27 ans                |
| Maxime Mermoz        | Centre                 | 28 juillet 1986   | France               | 35 (15)              | Newcastle Falcons     | 2018                    | 31 ans                |
| Arthur Bonneval      | Ailier                 | 31 mai 1995       | France               | France -20           | Formé au club         | 2001                    | 6 ans                 |
| Yoann Huget          | Ailier                 | 2 juin 1987       | France               | 51 (40)              | Aviron bayonnais      | 2012                    | 25 ans                |
| Werner Kok           | Ailier                 | 17 janvier 1993   | Afrique du Sud       | Afrique du Sud 7     | Western Province      | 2019                    | 26 ans                |
| Cheslin Kolbe        | Ailier                 | 28 octobre 1993   | Afrique du Sud       | 1 (0)                | Stormers              | 2017                    | 23 ans                |
| Matthis Lebel        | Ailier                 | 25 mars 1999      | France               | France -20           | Formé au club         | 2014                    | 15 ans                |
| Maxime Marty         | Ailier                 | 27 février 1998   | France               | France -20           | Formé au club         | 2011                    | 13 ans                |
| Lucas Tauzin         | Ailier                 | 21 mai 1998       | France               | France -20           | Formé au club         | 2016                    | 17 ans                |
| Maxime Médard        | Arrière                | 16 novembre 1986  | France               | 46 (63)              | Formé au club         | 2004                    | 14 ans                |
| Thomas Ramos         | Arrière                | 23 juillet 1995   | France               | 4 (5)                | Colomiers rugby       | 2012                    | 18 ans                |

### Départs en prêt
En décembre 2019, Maxime Marty est prêté au Stade montois jusqu'à la fin de la saison. En février 2020, le troisième ligne Carl Axtens est prêté au Provence rugby jusqu'à la fin de la saison.
Recruté en provenance de Nevers mais peu aligné, Bastien Chalureau est mis à pied à titre conservatoire après avoir été impliqué dans une bagarre de rue nocturne le 31 janvier 2020. En mars 2020, il est finalement prêté au Montpellier Hérault rugby en qualité de joker médical jusqu'à la fin de la saison.

### Capitaine
Blessé en début de saison, l'habituel capitaine Julien Marchand est suppléé par Jerome Kaino, vice-capitaine de l'équipe depuis le printemps 2019.

### Débuts professionnels
| Nom               | Poste         | Date           | Adversaire            | Stade                 | Âge    | Compétition | Matchs (points) |
| ----------------- | ------------- | -------------- | --------------------- | --------------------- | ------ | ----------- | --------------- |
| Guillaume Cramont | Talonneur     | 24 août 2019   | Union Bordeaux Bègles | Stade Chaban-Delmas   | 18 ans | Top 14      | 3 (0)           |
| Théo Idjellidaine | Demi de mêlée | 5 octobre 2019 | CA Brive              | Stade Amédée-Domenech | 18 ans | Top 14      | 3 (0)           |

### Staff
Le staff d'encadrement de l'équipe professionnelle du Stade toulousain est celui-ci :

#### Entraîneurs
| Nom                 | Rôle                                          | Nationalité sportive | Ancien Club      | Ancienne fonction     | Ancien joueur du club | Année d'arrivée |
| ------------------- | --------------------------------------------- | -------------------- | ---------------- | --------------------- | --------------------- | --------------- |
| Ugo Mola            | Entraîneur principal et manager               | France               | SC Albi          | Entraîneur principal  | Oui                   | 2015            |
| Régis Sonnes        | Entraîneur des avants                         | France               | Bandon RFC       | Entraîneur            | Oui                   | 2018            |
| Clément Poitrenaud  | Entraîneur des arrières                       | France               | Sharks           | Joueur                | Oui                   | 2017            |
| Laurent Thuéry      | Entraîneur de la défense                      | France               | Stade toulousain | Analyste vidéo        | Oui                   | 2015            |
| Virgile Lacombe     | Entraîneur assistant, responsable de la mêlée | France               | LOU rugby        | Joueur                | Oui                   | 2019            |
| Alan-Basson Zondagh | Entraîneur assistant, responsable des skills  | Afrique du Sud       | Sharks           | Entraîneur des skills | Non                   | 2019            |
| Jérôme Cazalbou     | Manager du haut niveau                        | France               | Stade toulousain | Joueur                | Oui                   | 2018            |

#### Staff médical
- Philippe Izard (médecin)
- Benoît Castéra (kinésithérapeute)
- Bruno Jouan (kinésithérapeute, ostéopathe)
- Michel Laurent (kinésithérapeute)
- Frédéric Sanchez (ostéopathe)

#### Préparateurs physiques
- Allan Ryan (principal)
- Bernard Baïsse (assistant)
- Florent Lokteff (assistant)
- Zeba Traoré (réhabilitation)
- Sébastien Carrat[11]
- Saad Drissi (responsable de la data)

#### Secteur vidéo
- Frédérick Gabas (principal)
- Etienne Quemin (assistant)

#### Organisation
- Pierre Poiroux (coordinateur)
- Stéphane Pons (responsable des équipements et logistique)

## La saison
La saison est marquée par une suspension du championnat à partir du 13 mars après le début de la propagation de la pandémie de Covid-19 en France. Le 30 avril, la LNR propose l'arrêt définitif du championnat, après une réunion extraordinaire organisée la veille avec tous les membres du bureau exécutif et les présidents de clubs. Par conséquent, le titre national n'est pas attribué et aucune promotion, ni relégation n'est promulguée, à l'issue de cette édition ; la décision est définitivement approuvée par le comité directeur de la LNR le 2 juin.

## Calendrier et résultats

### Calendrier
| Date du match      | Domicile              | Extérieur             | Score (bonus) | Lieu du match                 | Catégorie             | Classement |
| ------------------ | --------------------- | --------------------- | ------------- | ----------------------------- | --------------------- | ---------- |
| 2 août 2019        | Stade toulousain      | Colomiers rugby       | 21 - 12       | Stade Laborie-Bernard Laporte | Amical                | -          |
| 13 août 2019       | AS Béziers            | Stade toulousain      | 15 - 24       | Parc des Sports de Sauclières | Amical                | -          |
| 24 août 2019       | Union Bordeaux Bègles | Stade toulousain      | 30 - 25 (BD)  | Stade Chaban-Delmas           | 1re journée de Top 14 | 9          |
| 1er septembre 2019 | Lyon OU               | Stade toulousain      | 22 - 12       | Matmut Stadium Gerland        | 2e journée de Top 14  | 12         |
| 8 septembre 2019   | Stade toulousain      | Racing 92             | 20 - 17 (BD)  | Stade Ernest-Wallon           | 3e journée de Top 14  | 8          |
| 14 septembre 2019  | Stade rochelais       | Stade toulousain      | 28 - 13       | Stade Marcel-Deflandre        | 4e journée de Top 14  | 12         |
| 28 septembre 2019  | Stade toulousain      | Section paloise       | 24 - 23 (BD)  | Stade Ernest-Wallon           | 5e journée de Top 14  | 11         |
| 5 octobre 2019     | CA Brive              | Stade toulousain      | 23 - 9        | Stade Amédée-Domenech         | 6e journée de Top 14  | 13         |
| 12 octobre 2019    | Stade toulousain      | Castres olympique     | (BO) 36 - 15  | Stade Ernest-Wallon           | 7e journée de Top 14  | 5          |
| 19 octobre 2019    | Montpellier HR        | Stade toulousain      | 33 - 22       | GGL Stadium                   | 8e journée de Top 14  | 11         |
| 9 novembre 2019    | Stade toulousain      | ASM Clermont          | (BO) 34 - 8   | Stadium de Toulouse           | 9e journée de Top 14  | 8          |
| 15 novembre 2019   | Gloucester            | Stade toulousain      | (BD) 20 - 25  | Kingsholm Stadium             | 1re journée d'ERCC1   | 1er        |
| 23 novembre 2019   | Stade toulousain      | Connacht              | (BO) 32 - 17  | Stade Ernest-Wallon           | 2e journée d'ERCC1    | 1er        |
| 26 novembre 2019   | Stade toulousain      | Yamaha Júbilo         | 27 - 29       | Stade Ernest-Wallon           | Amical                | -          |
| 1er décembre 2019  | Stade toulousain      | Aviron bayonnais      | (BO) 45 - 10  | Stade Ernest-Wallon           | 10e journée de Top 14 | 4          |
| 8 décembre 2019    | Stade toulousain      | Montpellier HR        | 23 - 9        | Stade Ernest-Wallon           | 3e journée d'ERCC1    | 1er        |
| 14 décembre 2019   | Montpellier HR        | Stade toulousain      | 18 - 26 (BO)  | GGL Stadium                   | 4e journée d'ERCC1    | 1er        |
| 21 décembre 2019   | SU Agen               | Stade toulousain      | (BD) 8 - 13   | Stade Armandie                | 11e journée de Top 14 | 4          |
| 29 décembre 2019   | Stade toulousain      | RC Toulon             | 13 - 13       | Stadium de Toulouse           | 12e journée de Top 14 | 4          |
| 5 janvier 2020     | Stade français Paris  | Stade toulousain      | 30 - 18       | Stade Jean-Bouin              | 13e journée de Top 14 | 7          |
| 11 janvier 2020    | Connacht              | Stade toulousain      | 7 - 21        | Galway Sportsground           | 5e journée d'ERCC1    | 1er        |
| 19 janvier 2020    | Stade toulousain      | Gloucester            | (BO) 35 - 14  | Stade Ernest-Wallon           | 6e journée d'ERCC1    | 1er        |
| 26 janvier 2020    | Stade toulousain      | Union Bordeaux Bègles | 22 - 14       | Stade Ernest-Wallon           | 14e journée de Top 14 | 6          |
| 16 février 2020    | Racing 92             | Stade toulousain      | 30 - 27 (BD)  | Paris La Défense Arena        | 15e journée de Top 14 | 8          |
| 23 février 2020    | Stade toulousain      | Montpellier HR        | (BO) 25 - 7   | Stade Ernest-Wallon           | 16e journée de Top 14 | 6          |
| 29 février 2020    | Aviron bayonnais      | Stade toulousain      | 20 - 10       | Stade Jean-Dauger             | 17e journée de Top 14 | 7          |
| Annulé             | Stade toulousain      | Lyon OU               | -             | Stade Ernest-Wallon           | 18e journée de Top 14 |            |
| Annulé             | Stade toulousain      | SU Agen               | -             | Stade Ernest-Wallon           | 19e journée de Top 14 |            |
| Annulé             | Castres olympique     | Stade toulousain      | -             | Stade Pierre-Fabre            | 20e journée de Top 14 |            |
| Annulé             | RC Toulon             | Stade toulousain      | -             | Stade Vélodrome               | 21e journée de Top 14 |            |
| Annulé             | Stade toulousain      | Stade français Paris  | -             | Stade Ernest-Wallon           | 22e journée de Top 14 |            |
| Annulé             | Section paloise       | Stade toulousain      | -             | Stade du Hameau               | 23e journée de Top 14 |            |
| Annulé             | Stade toulousain      | Stade rochelais       | -             | Stade Ernest-Wallon           | 24e journée de Top 14 |            |
| Annulé             | ASM Clermont          | Stade toulousain      | -             | Stade Marcel-Michelin         | 25e journée de Top 14 |            |
| Annulé             | Stade toulousain      | CA Brive              | -             | Stade Ernest-Wallon           | 26e journée de Top 14 |            |

### Top 14

#### Phase régulière
| Rang | Club                  | J  | V  | N | D  | Bo | Bd | Pm  | Pe  | Diff | Pts |
| ---- | --------------------- | -- | -- | - | -- | -- | -- | --- | --- | ---- | --- |
| 1    | Union Bordeaux Bègles | 17 | 13 | 1 | 3  | 6  | 1  | 475 | 317 | +158 | 61  |
| 2    | Lyon OU               | 17 | 12 | 0 | 5  | 5  | 0  | 463 | 304 | +159 | 53  |
| 3    | Racing 92             | 17 | 9  | 1 | 7  | 5  | 3  | 451 | 326 | +125 | 46  |
| 4    | RC Toulon             | 17 | 9  | 2 | 6  | 3  | 2  | 396 | 334 | +62  | 45  |
| 5    | Stade rochelais       | 17 | 9  | 0 | 8  | 3  | 3  | 370 | 377 | -7   | 42  |
| 6    | ASM Clermont          | 17 | 10 | 0 | 7  | 1  | 0  | 423 | 415 | +8   | 41  |
| 7    | Stade toulousain (T)  | 17 | 8  | 1 | 8  | 4  | 2  | 368 | 331 | +37  | 40  |
| 8    | Montpellier HR        | 17 | 6  | 3 | 8  | 2  | 5  | 404 | 390 | +14  | 37  |
| 9    | Aviron bayonnais (P)  | 17 | 7  | 1 | 9  | 0  | 3  | 327 | 409 | -82  | 33  |
| 10   | Castres olympique     | 17 | 7  | 0 | 10 | 3  | 2  | 392 | 460 | -68  | 33  |
| 11   | CA Brive (P)          | 17 | 7  | 1 | 9  | 1  | 2  | 364 | 439 | -75  | 33  |
| 12   | Section paloise       | 17 | 6  | 0 | 11 | 0  | 4  | 334 | 414 | -80  | 28  |
| 13   | SU Agen               | 17 | 5  | 1 | 11 | 0  | 4  | 323 | 414 | -91  | 26  |
| 14   | Stade français Paris  | 17 | 5  | 1 | 11 | 0  | 3  | 328 | 488 | -160 | 25  |

|  | Qualification pour les demi-finales (no 1, no 2) et pour la Coupe d'Europe 2020-2021.         |
|  | Qualification pour les barrages (no 3, no 4, no 5, no 6) et pour la Coupe d'Europe 2020-2021. |
|  | Qualification pour la Challenge Cup 2020-2021.                                                |
|  | Barrage face au finaliste de Pro D2 2019-2020 (no 13).                                        |
|  | Relégué en Pro D2 pour la saison 2020-2021 (no 14).                                           |
|  | T : tenant du titre 2019 • P : promu 2019                                                     |

Attribution des points : victoire sur tapis vert : 5, victoire : 4, match nul : 2, défaite : 0, forfait : -2 ; plus les bonus (offensif : 3 essais de plus que l'adversaire ; défensif : défaite par 5 points d'écart ou moins).

Évolution du classement du Stade toulousain en fonction de la journée de championnat :

### Coupe d'Europe

#### Phase de poule
Dans la Coupe d'Europe, le Stade toulousain fait partie de la poule 5 et est opposé à Montpellier, aux Anglais de Gloucester et aux Irlandais du Connacht.
| Rang | Équipe           | J | V | N | D | Em | Ee | Bo | Bd | Pm  | Pe  | Diff | Pts |
| ---- | ---------------- | - | - | - | - | -- | -- | -- | -- | --- | --- | ---- | --- |
| 1    | Stade toulousain | 6 | 6 | 0 | 0 | 19 | 9  | 3  | 0  | 162 | 85  | +77  | 27  |
| 2    | Gloucester RFC   | 6 | 2 | 0 | 4 | 19 | 14 | 3  | 3  | 140 | 140 | 0    | 14  |
| 3    | Montpellier HR   | 6 | 2 | 0 | 4 | 12 | 20 | 1  | 1  | 118 | 157 | -39  | 10  |
| 4    | Connacht         | 6 | 2 | 0 | 4 | 15 | 22 | 1  | 1  | 120 | 158 | -38  | 10  |

## Statistiques

### En Top 14

#### Meilleurs réalisateurs

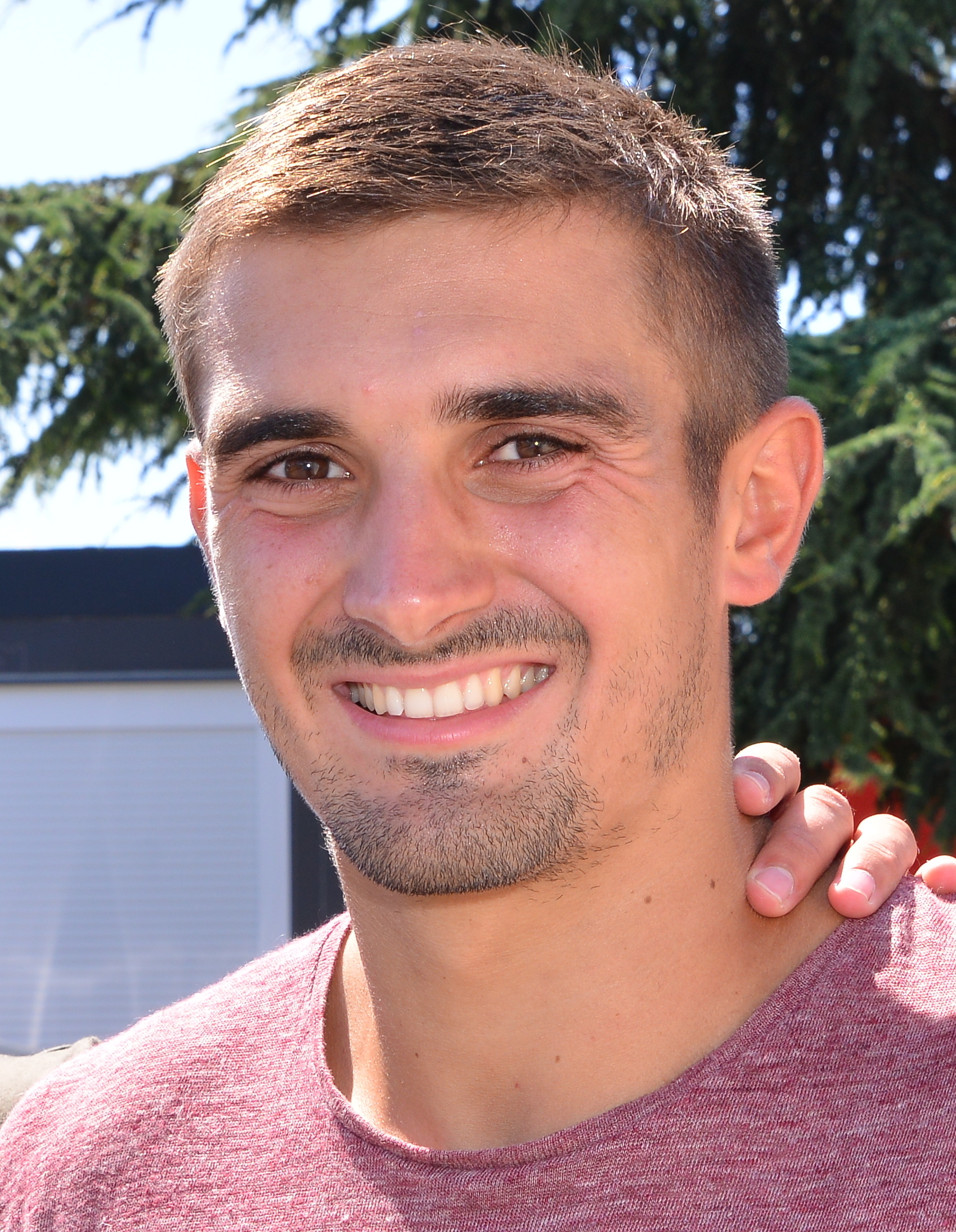
Thomas Ramos
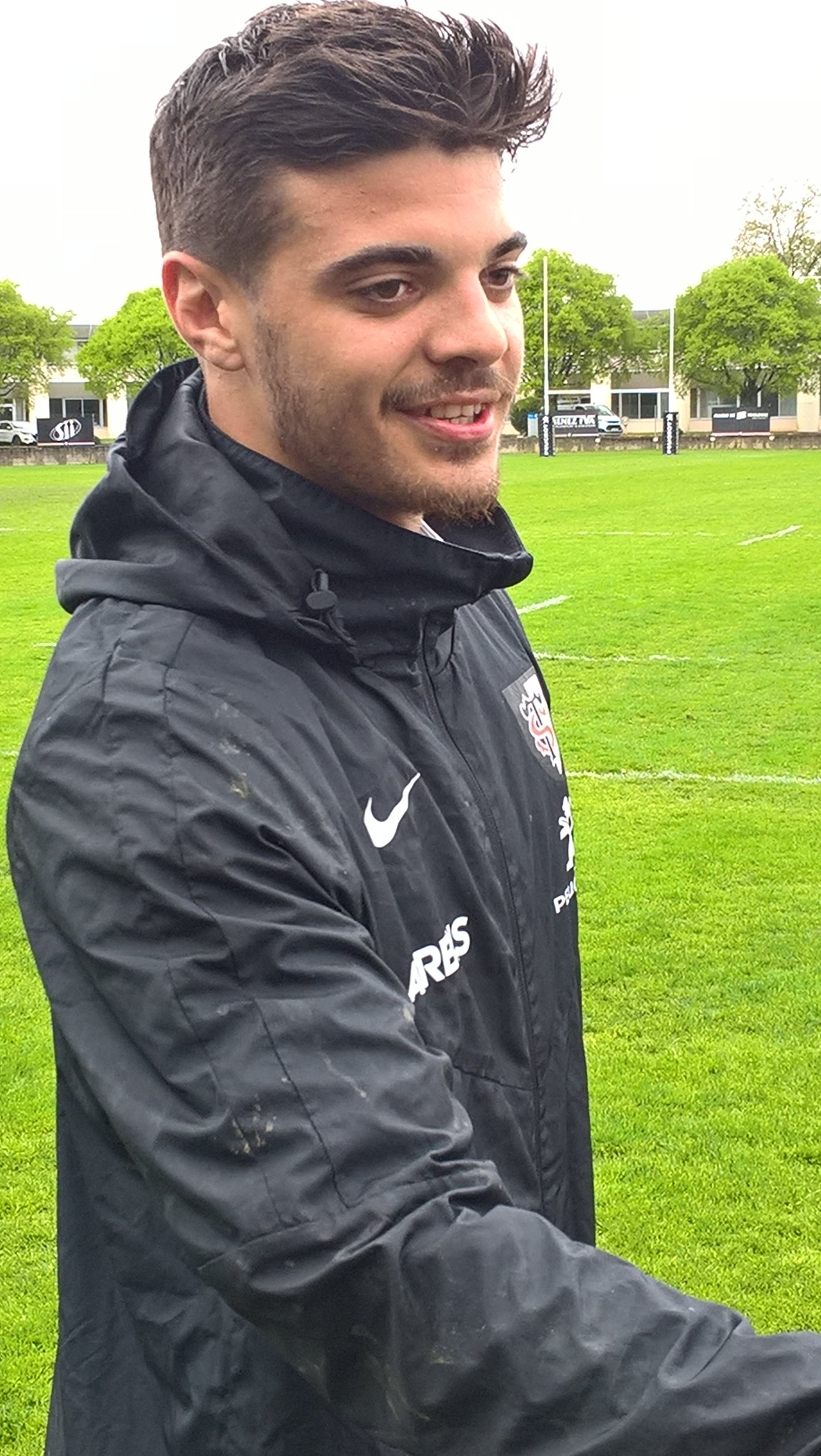
Romain Ntamack

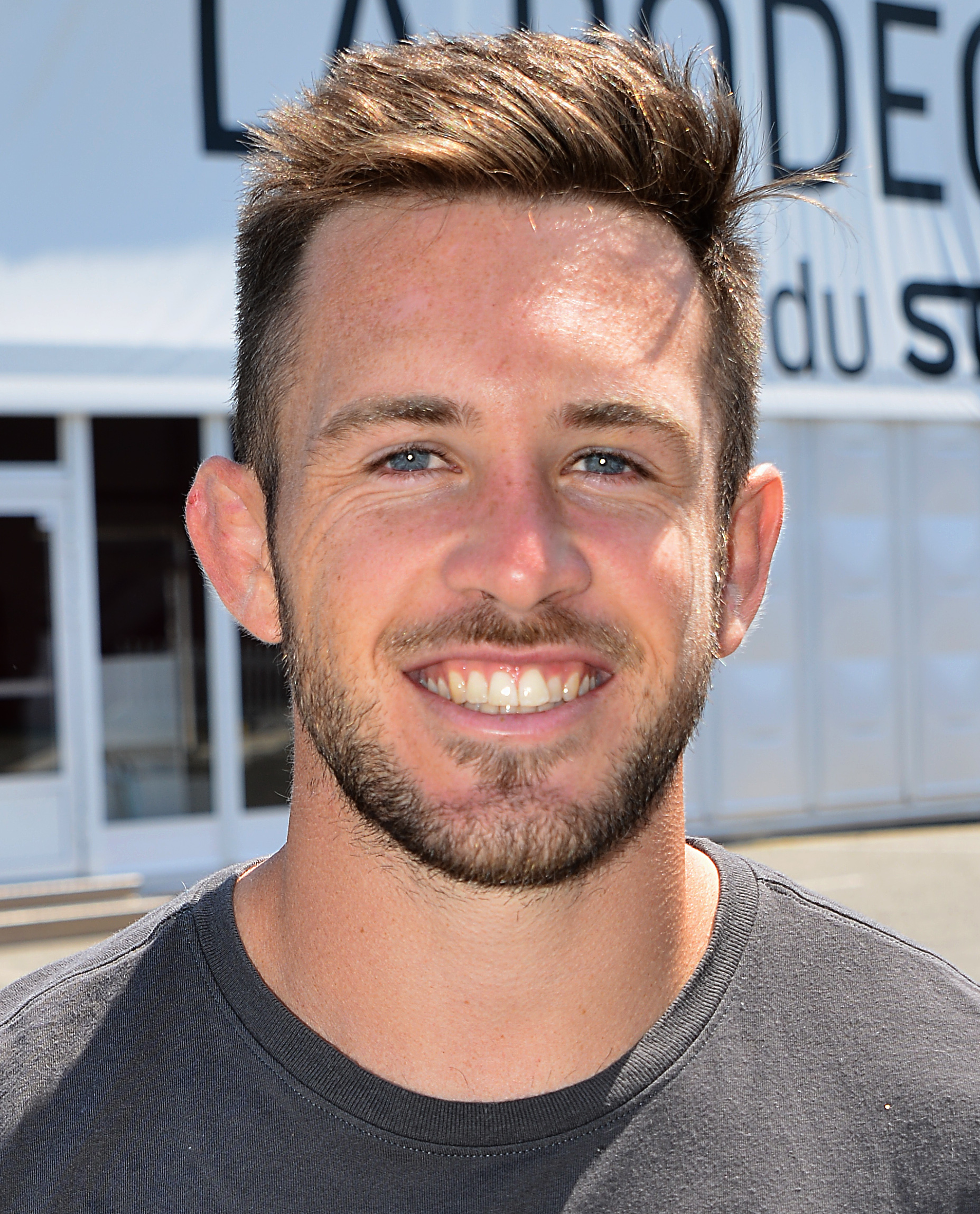
Zack Holmes
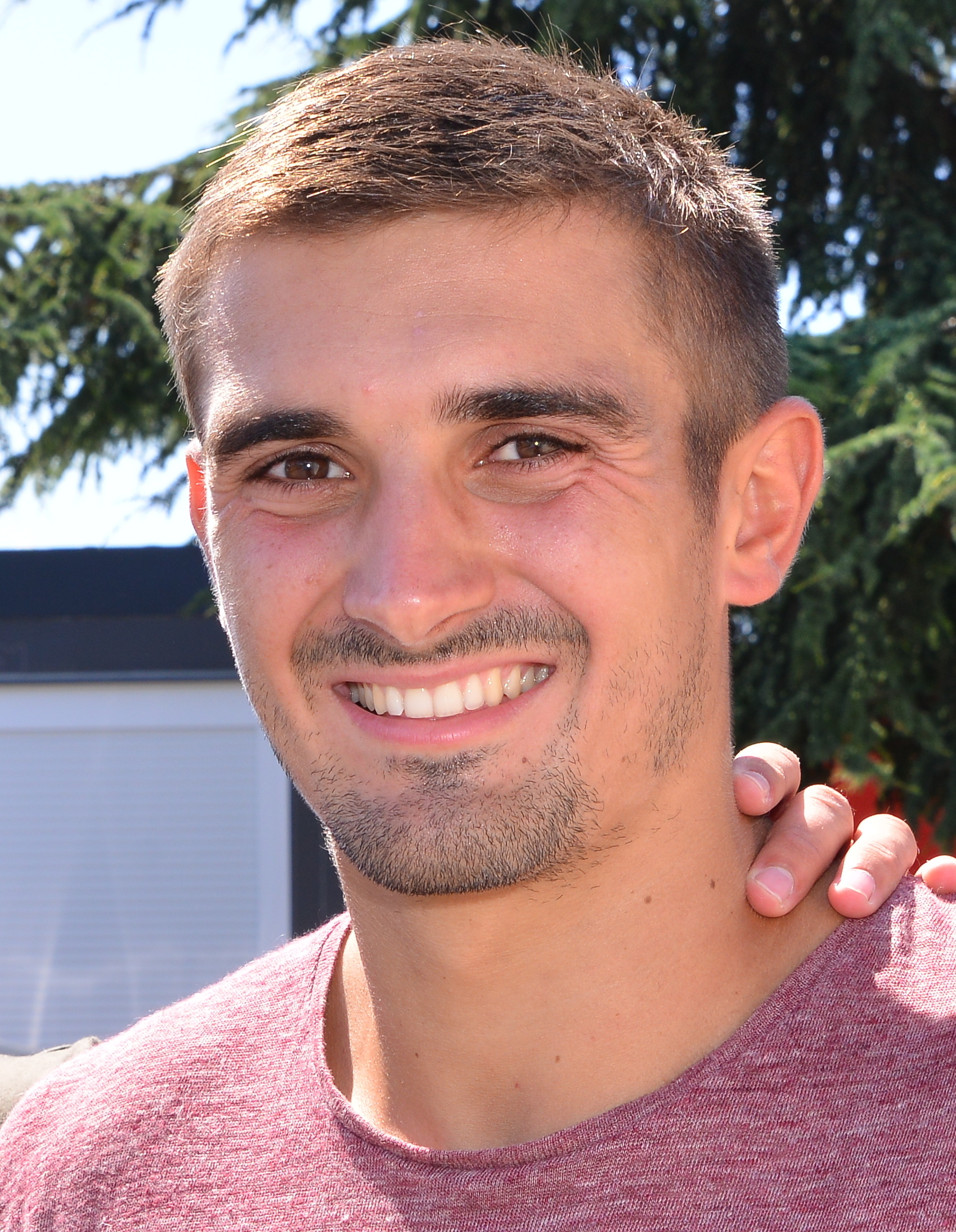
Thomas Ramos
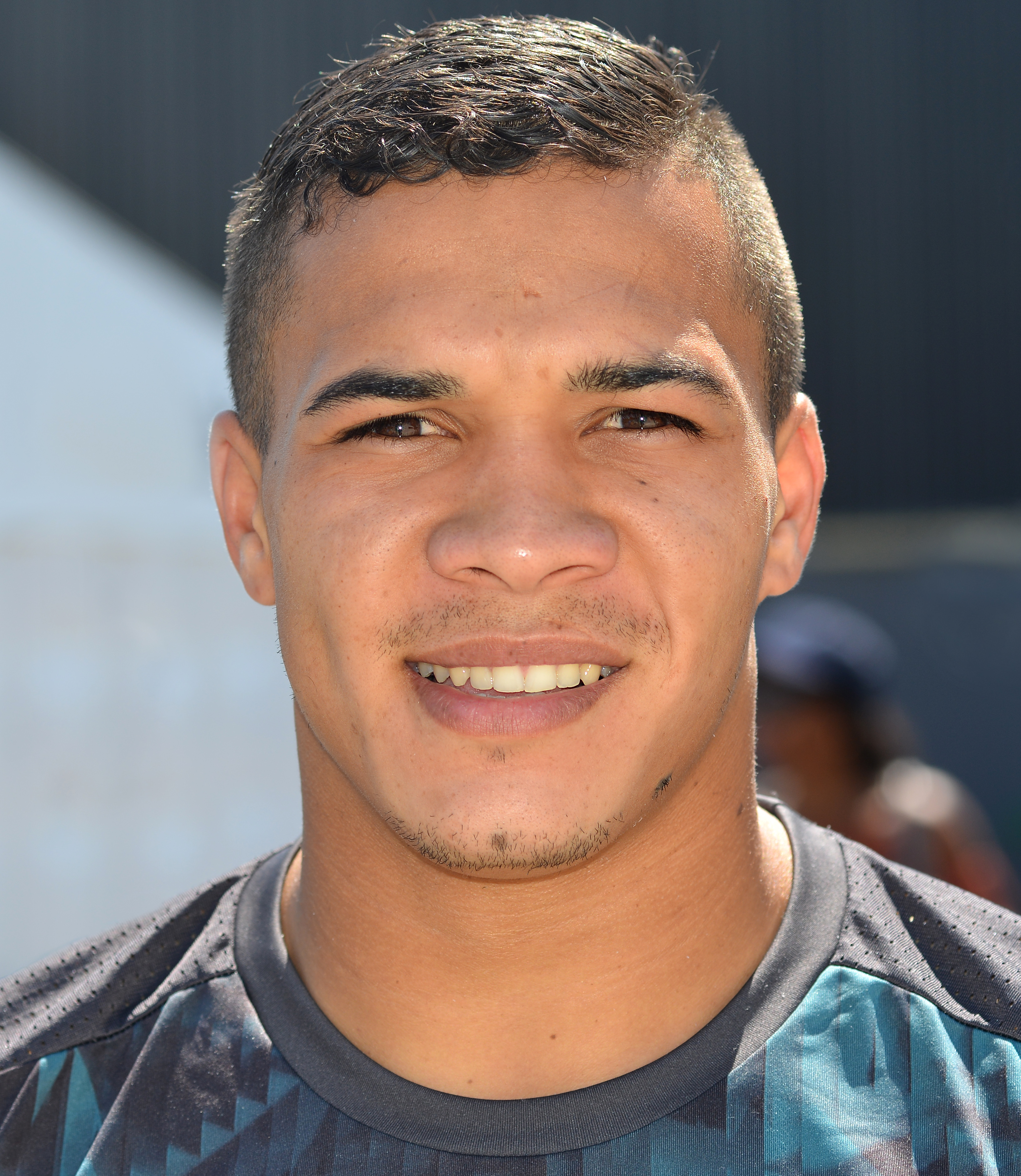
Cheslin Kolbe

| Rang | Joueur        | Poste            | Points | Essais | Transf. | Pén. | Drops |
| ---- | ------------- | ---------------- | ------ | ------ | ------- | ---- | ----- |
| 1    | Zack Holmes   | Demi d'ouverture | 94     | 1      | 7       | 24   | 1     |
| 2    | Thomas Ramos  | Arrière          | 70     | 1      | 13      | 13   | 0     |
| 3    | Cheslin Kolbe | Ailier           | 20     | 2      | 2       | 2    | 0     |
| 3    | Matthis Lebel | Ailier           | 20     | 4      | 0       | 0    | 0     |
| 3    | Lucas Tauzin  | Ailier           | 20     | 4      | 0       | 0    | 0     |

#### Meilleurs marqueurs

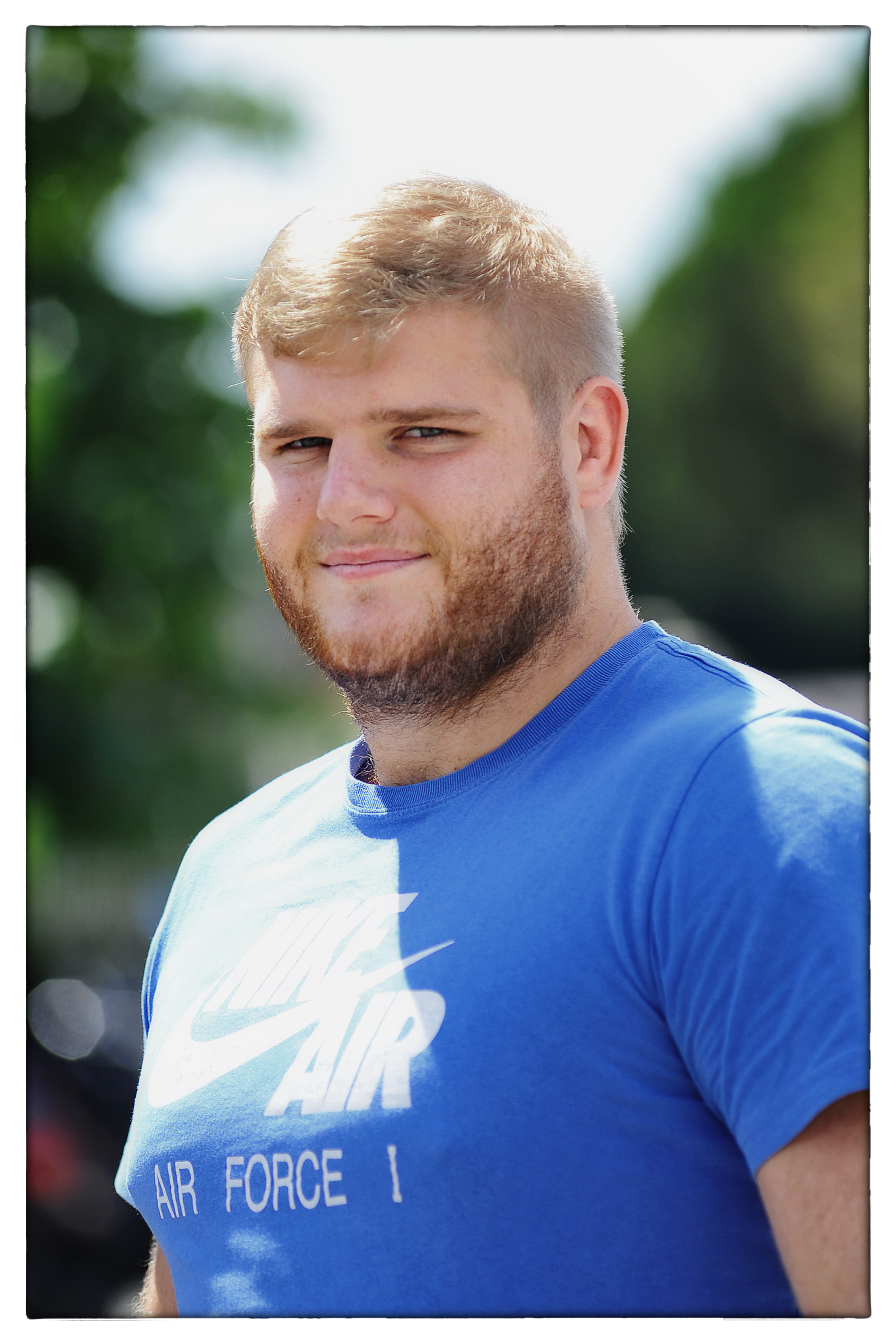
Gillian Galan
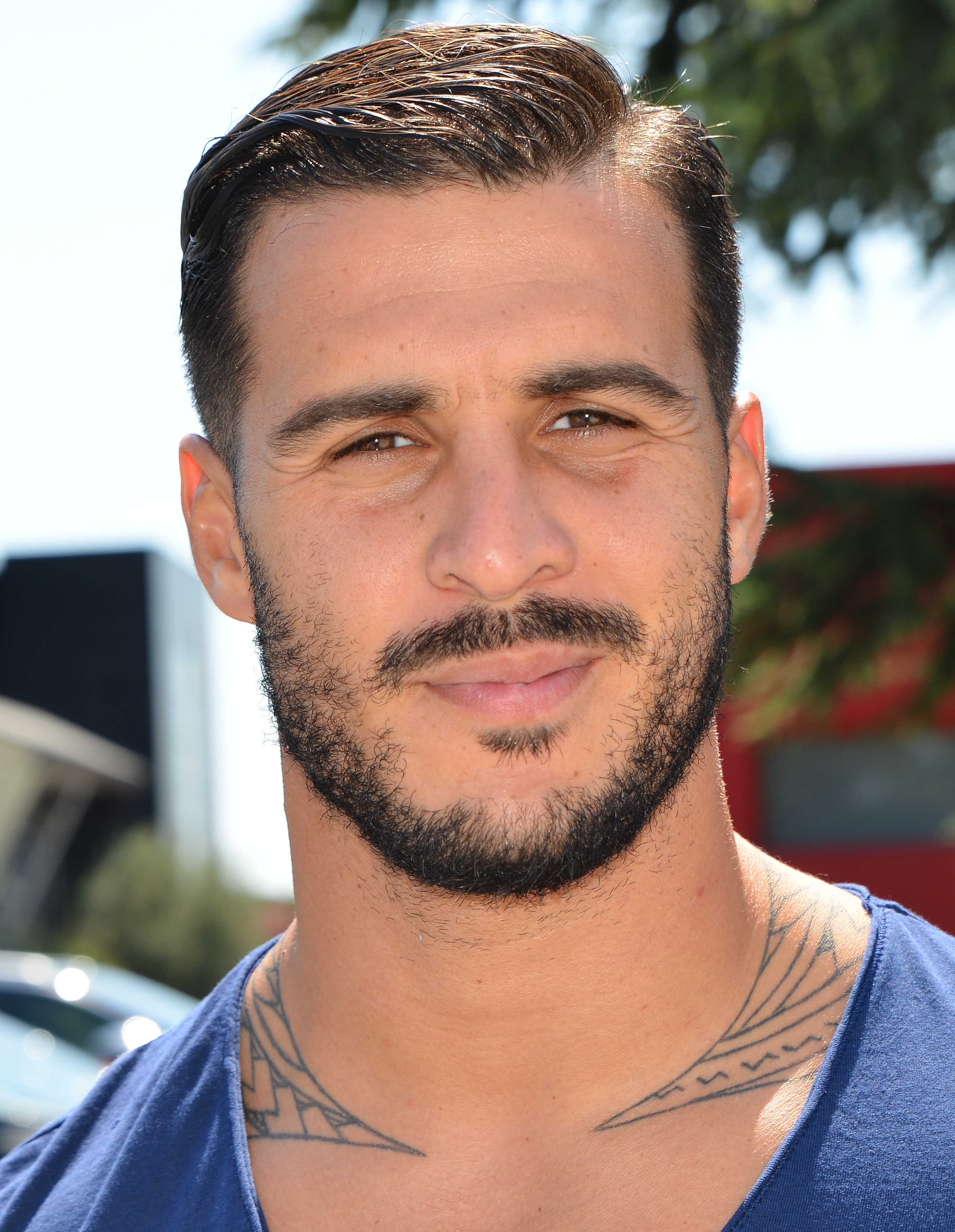
Sofiane Guitoune

| Rang | Joueur           | Poste                  | Essais |
| ---- | ---------------- | ---------------------- | ------ |
| 1    | Matthis Lebel    | Ailier                 | 4      |
| -    | Lucas Tauzin     | Ailier                 | 4      |
| 3    | Gillian Galan    | Troisième ligne centre | 3      |
| -    | Sofiane Guitoune | Centre                 | 3      |
| 5    | Arthur Bonneval  | Ailier                 | 2      |
| -    | Sébastien Bézy   | Demi de mêlée          | 2      |
| -    | Cheslin Kolbe    | Ailier                 | 2      |
| -    | Pita Ahki        | Centre                 | 2      |
| 9    | Théo Belan       | Centre                 | 1      |
| -    | Iosefa Tekori    | Deuxième ligne         | 1      |
| -    | Werner Kok       | Ailier                 | 1      |
| -    | Maxime Médard    | Ailier                 | 1      |
| -    | Romain Ntamack   | Centre                 | 1      |
| -    | Clément Castets  | Pilier                 | 1      |
| -    | Paulo Tafili     | Pilier                 | 1      |
| -    | Alban Placines   | Troisième ligne aile   | 1      |
| -    | Thomas Ramos     | Arrière                | 1      |
| -    | Zack Holmes      | Demi d'ouverture       | 1      |
| -    | Pierre Pagès     | Demi de mêléé          | 1      |
| -    | Pierre Fouyssac  | Centre                 | 1      |

### En Coupe d'Europe

#### Meilleurs réalisateurs
- Thomas Ramos
- Romain Ntamack

| Rang | Joueur         | Poste   | Points | Essais | Transf. | Pén. | Drops |
| ---- | -------------- | ------- | ------ | ------ | ------- | ---- | ----- |
| 1    | Thomas Ramos   | Arrière | 85     | 1      | 22      | 12   | 0     |
| 2    | Romain Ntamack | Centre  | 28     | 5      | 0       | 1    | 0     |

#### Meilleur marqueur

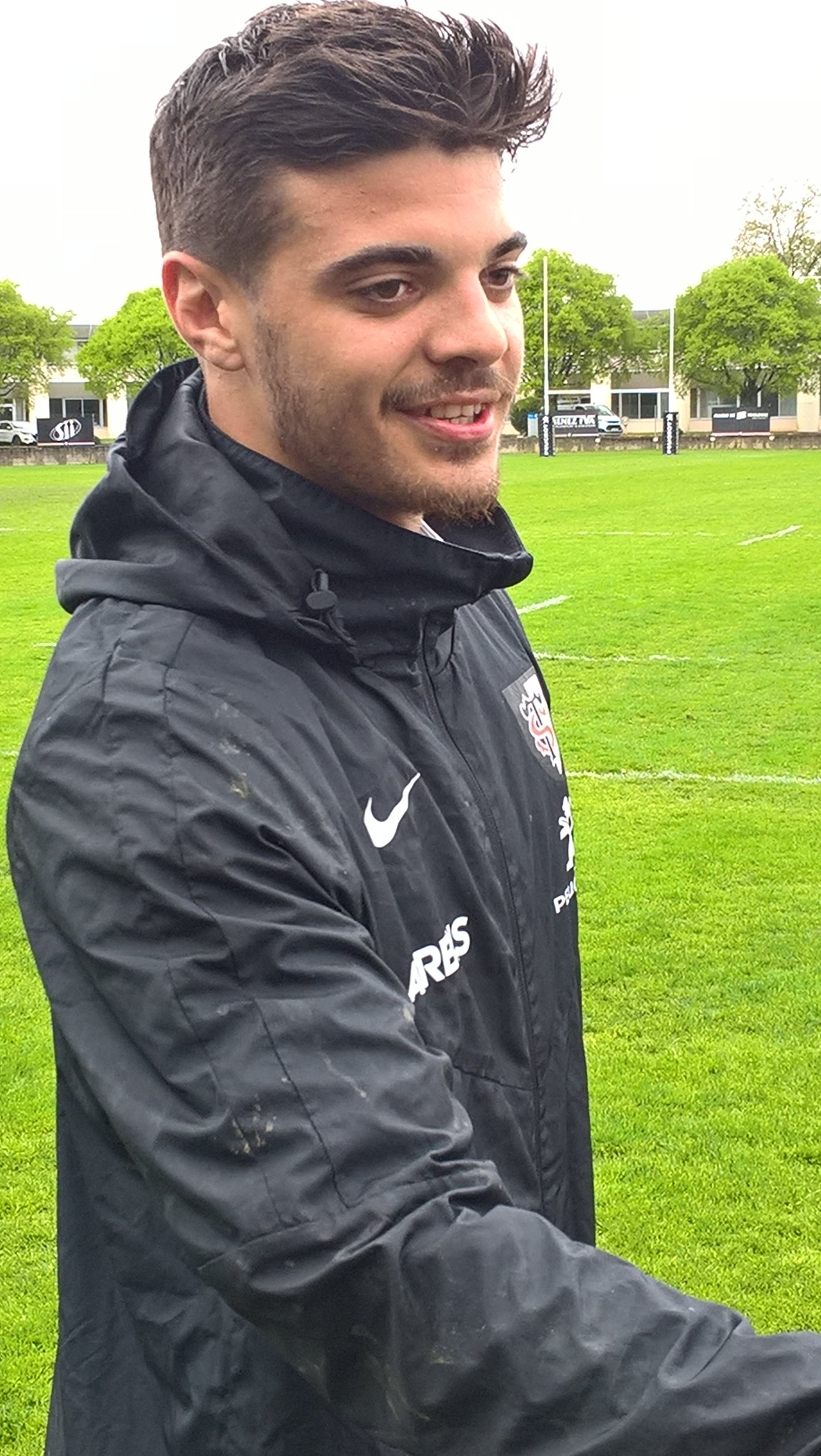
Romain Ntamack
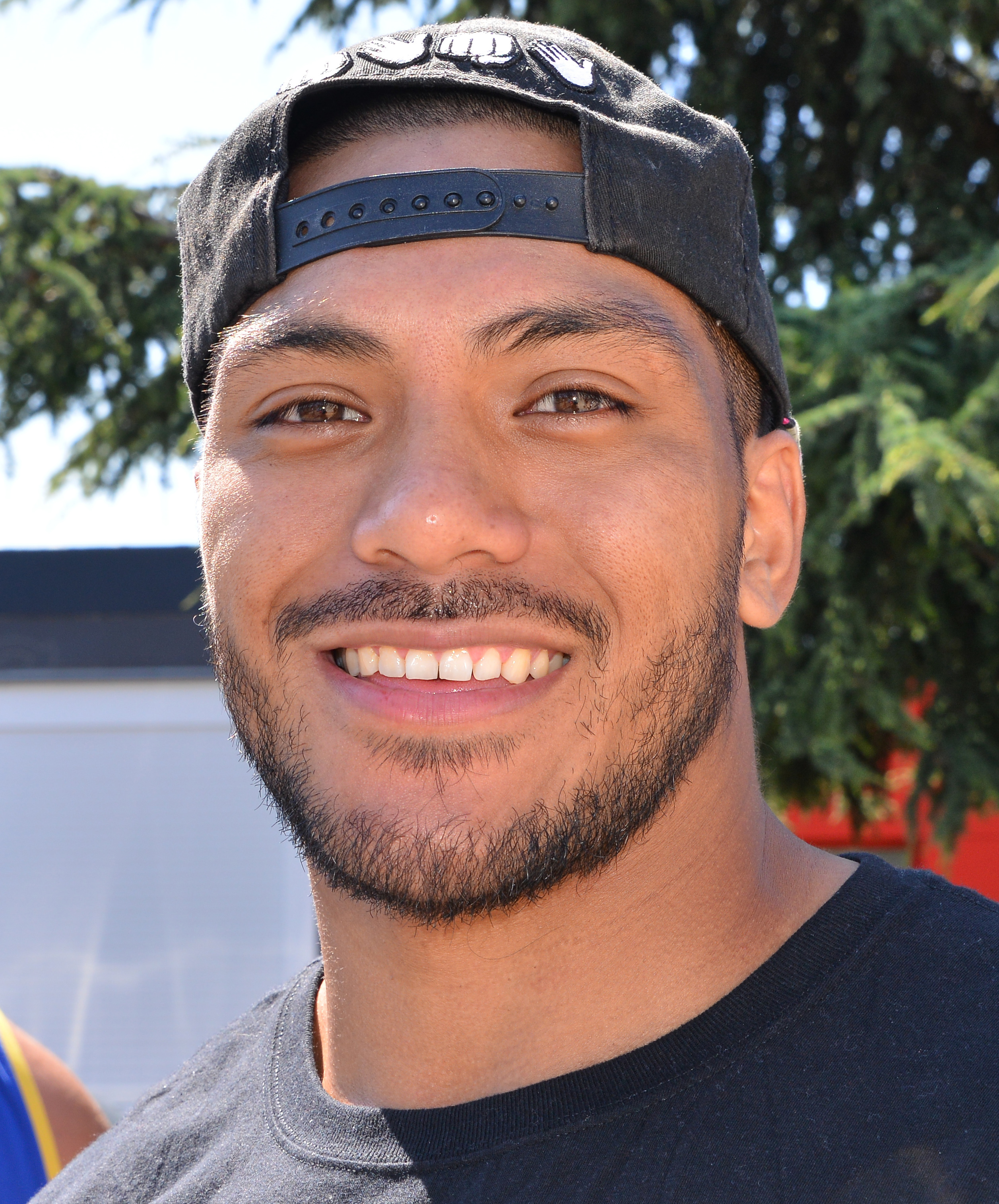
Pita Ahki

| Rang | Joueur          | Poste                  | Essais |
| ---- | --------------- | ---------------------- | ------ |
| 1    | Romain Ntamack  | Centre                 | 5      |
| 2    | Pita Ahki       | Centre                 | 3      |
| 3    | Sébastien Bézy  | Demi de mêlée          | 2      |
| -    | Rory Arnold     | Deuxième ligne         | 2      |
| -    | Jerome Kaino    | Troisième ligne centre | 2      |
| -    | Julien Marchand | Talonneur              | 2      |
| -    | Cheslin Kolbe   | Ailier                 | 2      |
| 8    | Yoann Huget     | Ailier                 | 1      |
| -    | Lucas Tauzin    | Ailier                 | 1      |
| -    | Cyril Baille    | Pilier                 | 1      |
| -    | Iosefa Tekori   | Deuxième ligne         | 1      |
| -    | Thomas Ramos    | Arrière                | 1      |
| -    | Alban Placines  | Troisième ligne aile   | 1      |
| -    | Matthis Lebel   | Ailier                 | 1      |
| -    | Antoine Dupont  | Demi de mêlée          | 1      |

## Sélections internationales

### Coupe du monde
Peato Mauvaka, Antoine Dupont, Thomas Ramos, Yoann Huget, Maxime Médard, Sofiane Guitoune et Romain Ntamack sont dans la liste de l'équipe de France pour préparer la Coupe du monde de rugby à XV 2019. François Cros est dans la liste des réservistes. Cyril Baille rejoint la liste des réservistes en juillet 2019 après le forfait d'Étienne Falgoux. Cyril Baille rejoint finalement les sept premiers appelés dans la liste définitive des partants au Japon tandis que François Cros n'intègre pas ce groupe. Rory Arnold est sélectionné par Michael Cheika avec l'équipe d'Australie. Cheslin Kolbe et David Ainuu disputent également la compétition respectivement avec l'Afrique du Sud et les États-Unis,.
Onze joueurs du Stade toulousain participent finalement au mondial, dont sept arrières soit une ligne d'attaque complète.
David Ainuu (28 septembre), Peato Mauvaka et Thomas Ramos (3 octobre) déclarent forfait en cours de compétition et quittent le groupe.
Cheslin Kolbe remporte finalement la compétition le 2 novembre 2019. Il marque un essai au cours de la finale contre l'Angleterre.

### Matchs internationaux de rugby à XV
Rynhardt Elstadt (Afrique du Sud), François Cros et Peato Mauvaka (France) connaissent leurs premières capes internationales cette saison.
| Joueur           | Poste                | Pays           | Compétition                                    | Sélections (points) |
| ---------------- | -------------------- | -------------- | ---------------------------------------------- | ------------------- |
| Rynhardt Elstadt | Troisième ligne aile | Afrique du Sud | Rugby Championship, Test match                 | 2 (0)               |
| Cheslin Kolbe    | Ailier               | Afrique du Sud | Rugby Championship, Test match, Coupe du monde | 7 (30)              |
| Thomas du Toit   | Pilier               | Afrique du Sud | Coupe du monde                                 | 2 (0)               |
| Rory Arnold      | Deuxième ligne       | Australie      | Rugby Championship, Coupe du monde             | 7 (0)               |
| David Ainu'u     | Pilier               | États-Unis     | Pacific Nations Cup, Coupe du monde            | 4 (0)               |
| Cyril Baille     | Pilier               | France         | Test match, Coupe du monde, Six Nations        | 9 (0)               |
| François Cros    | Troisième ligne aile | France         | Test match, Six Nations                        | 6 (0)               |
| Antoine Dupont   | Demi de mêlée        | France         | Test match, Coupe du monde, Six Nations        | 10 (15)             |
| Sofiane Guitoune | Centre               | France         | Test match, Coupe du monde                     | 4 (0)               |
| Yoann Huget      | Ailier               | France         | Test match, Coupe du monde                     | 4 (10)              |
| Maxime Médard    | Arrière              | France         | Test match, Coupe du monde                     | 7 (10)              |
| Julien Marchand  | Talonneur            | France         | Six Nations                                    | 4 (0)               |
| Peato Mauvaka    | Talonneur            | France         | Test match, Six Nations                        | 4 (0)               |
| Romain Ntamack   | Demi d'ouverture     | France         | Test match, Coupe du monde, Six Nations        | 11 (76)             |
| Thomas Ramos     | Arrière              | France         | Test match, Coupe du monde, Six Nations        | 7 (11)              |

## Récompenses individuelles
- Oscars du Midi olympique
  -  Oscar d'or : Antoine Dupont